# Gymnothorax cephalospilus
Gymnothorax cephalospilus és una espècie de peix de la família dels murènids i de l'ordre dels anguil·liformes.

## Morfologia
Els mascles poden assolir els 20,2 cm de longitud total.

## Distribució geogràfica
Es troba a Austràlia.